# Salvador García Muñoz
Salvador García Muñoz (L'Orxa, Comtat, 17 de maig de 1868 - Orà, 28 de gener de 1946) fou un metge i polític socialista valencià, diputat a les Corts Espanyoles durant la Segona República.

## Biografia
El 1903 s'especialitzà en cirurgia i fou director de l'Hospital Civil d'Oliver, a Alcoi. Militant del PSOE valencià, fou candidat a les eleccions generals espanyoles de 1933, però no fou escollit. Sí que ho fou a les de 1936, a les llistes del Front Popular.
En els primers moments de la guerra civil espanyola, juntament amb l'alcalde d'Alcoi, Evaristo Botella Asensi, fou un dels artífex del fracàs de la sublevació del Regimento de Vizcaya. Després fou president Monte de Piedad d'Alcoi i inspector d'Hospitals de Sang. Fou un dels assistents a la darrera sessió de les Corts Republicanes al Castell de Figueres i després s'exilià a Orà a bord del Stanbrook, on treballà com a metge al barri de Gambetta. Les autoritats franquistes el condemnaren a 4 anys d'indemnització, confiscació de béns i una multa de 5.000 pessetes.